# Harrovia
Harrovia is een geslacht van kreeftachtigen uit de klasse van de Malacostraca (hogere kreeftachtigen).

## Soorten
- Harrovia albolineata Adams & White, 1849
- Harrovia cognata D. G. B. Chia & Ng, 1998
- Harrovia elegans de Man, 1887
- Harrovia japonica Balss, 1921
- Harrovia longipes Lanchester, 1900
- Harrovia ngi Chen & Z. X. Xu, 1992
- Harrovia tuberculata Haswell, 1880